# Phú La
Phú La là một phường thuộc quận Hà Đông, thành phố Hà Nội, Việt Nam.

## Địa lý
Phường Phú La có địa giới hành chính:
- Phía đông giáp các phường Hà Cầu và Kiến Hưng
- Phía tây giáp phường Yên Nghĩa
- Phía nam giáp các phường Phú Lương và Phú Lãm
- Phía bắc giáp các phường La Khê và Quang Trung.

Phường Phú La có diện tích 1,77 km², dân số năm 2008 là 6.526 người, mật độ dân số đạt 3.691 người/km².

## Lịch sử
Địa bàn phường Phú La xưa là hai làng Văn Phú và Văn La thuộc huyện Thanh Oai, phủ Ứng Thiên, trấn Sơn Nam Thượng.
Tháng 7 năm 1949, hai làng Văn Phú, Văn La hợp nhất với hai làng La Khê và Cầu Đơ thành xã Văn Khê thuộc huyện Hoài Đức.
Tháng 4 năm 1955, tách thôn Cầu Đơ của xã Văn Khê để hợp với thôn Hà Trì của xã Kiến Hưng lập thành xã Hà Cầu thuộc thị xã Hà Đông.
Ngày 15 tháng 9 năm 1969, xã Văn Khê được sáp nhập vào thị xã Hà Đông.
Ngày 27 tháng 12 năm 2006, xã Văn Khê thuộc thành phố Hà Đông mới thành lập.
Ngày 1 tháng 3 năm 2008, Chính phủ ban hành Nghị định 23/2008/NĐ-CP. Theo đó, thành lập phường Phú La trên cơ sở điều chỉnh 106,98 ha diện tích tự nhiên và 3.155 người của xã Văn Khê; 9,55 ha diện tích tự nhiên và 2.188 người của phường Quang Trung; 22,84 ha diện tích tự nhiên và 631 người của xã Phú Lương; 4,98 ha diện tích tự nhiên và 253 người của xã Phú Lãm; 8,65 ha diện tích tự nhiên và 299 người của xã Yên Nghĩa; 8,07 ha diện tích tự nhiên của phường Hà Cầu; 15,75 ha diện tích tự nhiên của xã Kiến Hưng.
Sau khi thành lập, phường Phú La có 176,82 ha diện tích tự nhiên, dân số là 6.526 người.